# Vincenzo Trimarchi
Vincenzo Michele Trimarchi (Santa Teresa di Riva, 11 ottobre 1914 – Messina, 20 febbraio 2007) è stato un giurista e politico italiano, giudice costituzionale dal 1968 al 1977.

## Biografia
Vincenzo Michele Trimarchi nasce a Santa Teresa di Riva, quartiere Cantidati, sesto figlio dell'avvocato Francesco Trimarchi (1872-1939) e di Giovanna Crisafulli Mondìo (1882-1966), entrambi appartenenti ad aristocratiche famiglie latifondiste originarie di Savoca. La madre è sorella del politico fascista Michele Crisafulli Mondìo (1882-1943), deputato al Parlamento, e nipote dell'accademico e medico Michele Crisafulli Trimarchi (1826-1903), primo preside della facoltà di Medicina dell'Ateneo messinese.
Nel 1932, consegue con il massimo dei voti la maturità classica presso il Regio Liceo Ginnasio Francesco Maurolico di Messina.
Iscrittosi nella facoltà di Giurisprudenza dell'Ateneo messinese, si laurea col massimo dei voti, lode e menzione di pubblicazione nel 1936. Suo relatore fu il prof. Salvatore Pugliatti. Fino al 1938 presta servizio militare nella Regia Aeronautica, subito dopo intraprende la carriera universitaria nell'Università degli Studi di Messina.
Tra il 1938 e il 1955 insegna presso le facoltà di Giurisprudenza ed Economia e Commercio, da quest'anno e fino al 1967 è preside di quest'ultima facoltà. È titolare delle cattedre di Istituzioni di Diritto privato, Diritto Pubblico e Dottrina dello Stato.
Tra il 1962 e il 1967 è consigliere comunale di opposizione a Santa Teresa di Riva.
Nel 1959 viene eletto deputato del PLI nell'Assemblea Regionale Siciliana, divenendo altresì assessore per l'amministrazione civile e la solidarietà, manterrà tale carica fino al 1963. Sempre per il PLI, nel 1963, viene eletto senatore della Repubblica.
È stato eletto giudice della Corte costituzionale dal Parlamento in seduta comune il 19 dicembre 1967 al 1º scrutinio con 664 voti su 948 votanti; dopo essersi dimesso da senatore il 21 dicembre, ha prestato giuramento al Quirinale il 10 gennaio 1968 insieme ai giudici Rocchetti e Capalozza, eletti dal Parlamento insieme a lui, e De Marco eletto dal Consiglio di Stato pochi giorni prima.

È cessato dalla carica il 10 gennaio 1977.
Il 17 aprile 1990, il presidente della Repubblica Francesco Cossiga gli ha attribuito la qualifica di Professore Emerito e nel 1991 gli viene conferita la laurea Honoris Causa in Economia e Commercio presso l'ateneo messinese.
Nel corso della sua carriera accademica ha pubblicato molteplici opere in materia di diritto civile e delle obbligazioni.
Ha vissuto gli ultimi anni della sua vita tra Messina e Taormina.
È morto a Messina all'età di 92 anni nel febbraio 2007. 

## Opere
- Atto giuridico e negozio giuridico, Milano, Giuffrè Editore, 1940.
- La clausola penale, Milano, Giuffrè Editore, 1952.
- La legittimazione dei figli naturali, Milano, Giuffrè Editore, 1954.
- L'eredità giacente, Milano, Giuffrè Editore, 1954.
- Appunti in tema di responsabilità precontrattuale, Milano, Giuffrè Editore, 1958.